# Weltrat methodistischer Kirchen
Der Weltrat methodistischer Kirchen (Englisch: World Methodist Council) ist eine 1881 gegründete Dachorganisation, die die meisten Kirchen umfasst, die sich auf die von John Wesley begründete methodistische Tradition zurückführen. Die Organisation hat ihren Sitz in Waynesville (North Carolina), USA.
Zum Weltrat methodistischer Kirchen gehören 80 methodistische Kirchen bzw. Konferenzen in 138 Ländern, die insgesamt etwa 40 Millionen Mitglieder repräsentieren. Neben rein methodistischen Kirchen sind darunter auch einige Unionskirchen, in denen Methodisten und anderen protestantische Denominationen vereint sind. Dem Weltrat angeschlossen sind die World Fellowship of Methodist and Uniting Churches, das Oxford Institut für Methodistische Theologische Studien, die World Methodist Historical Society und der World Federation of Methodist and Uniting Church Women.

## Organisation
Das höchste Organ ist die alle fünf Jahre stattfindende World Methodist Conference. Die letzte fand 2024 in Göteborg, Schweden, statt. 
Seit 2024 ist die US-amerikanische Bischöfin Debra Wallace-Padgett Präsidentin des MMC. Generalsekretär ist ebenfalls seit 2024 Reynaldo Ferreira Leão Neto.

## Tätigkeit
Der Weltrat steht im ökumenischen Dialog mit der Römisch-katholischen Kirche, der Anglikanischen Kirchengemeinschaft, dem Lutherischen Weltbund und dem Reformierten Weltbund. Er ist dabei, einen ökumenischen Dialog mit den orthodoxen Kirchen und den Pfingstkirchen zu erarbeiten.
Der Weltrat verleiht seit 1977 den Methodistischen Friedenspreis, die weltweit höchste methodistische Auszeichnung.

## Mitgliedskirchen (Auswahl)
Die größte Kirche ist die weltweit organisierte Evangelisch-methodistische Kirche (EmK; englischer Name: United Methodist Church) mit mehr als 12 Millionen Mitgliedern. Ebenfalls dabei ist die Kirche des Nazareners und die Free Methodist Church, die es auch in Deutschland gibt. Im WMC werden manche Konferenzen der EmK als Mitgliedskirchen gezählt, so dass ein Teil der 80 Mitgliedskirchen Untergliederungen der EmK sind.
Mitgliedskirchen (Auswahl):
- African Methodist Episcopal Church
- African Methodist Episcopal Zion Church
- Christian Methodist Episcopal Church
- Church of North India
- Church of Pakistan
- Church of South India
- Equmeniakyrkan (Schweden)
- Evangelical Church of the Dominican Republic
- Evangelisch-methodistische Kirche (EmK)
- Free Methodist Church
- Iglesia Evangelica Metodista Argentina
- Iglesia Evangelica Metodista en Bolivia
- Iglesia Evangelica Metodista en las Islas Filipinas (Evangelisch-methodistische Kirche auf den philippinischen Inseln; nicht identisch mit und kein Teil der EmK)
- Iglesia Evangelica Unida del Ecuador
- Iglesia Metodista de Chile
- Iglesia Metodista de México
- Kirche des Nazareners
- Korean Methodist Church
- Methodist Church Ghana
- Methodist Church in Bangladesh
- Methodist Church in Fiji and Rotuma
- Methodist Church in India
- Methodist Church in Indonesia
- Methodist Church in Ireland
- Methodist Church in Kenya
- Methodist Church in Malaysia
- Methodist Church in Singapore
- Methodist Church in the Caribbean and Americas
- Methodist Church in Zimbabwe
- Methodist Church Nigeria
- Methodist Church of Great Britain
- Methodist Church of New Zealand
- Methodist Church of Puerto Rico
- Methodist Church of Samoa
- Methodist Church of Southern Africa
- Methodist Church of Togo
- Methodistische Kirche in Brasilien
- Methodistische Kirche Italiens
- Protestant Methodist Church in Benin
- Spanische Evangelische Kirche
- The Evangelical United Brethern Church USA/Evangelische Gemeinschaft Deutschland
- United Church of Canada
- Uniting Church in Australia
- Vereinigte Protestantische Kirche von Belgien
- Wesleyan Church
- Wesleyan Methodist Church of New Zealand
- Wesleyanische Kirche von Tonga